# Bộ Gặm nhấm
Bộ Gặm nhấm (Rodentia) (từ tiếng Latin: "Rodere" nghĩa là "gặm") là một Bộ động vật có vú đặc trưng bởi một cặp răng cửa liên tục phát triển ở mỗi hàm trên và hàm dưới, và cần được giữ ngắn bằng cách gặm nhấm. Khoảng 40% tất cả các loài động vật có vú là loài gặm nhấm (2.277 loài); chúng được tìm thấy với số lượng lớn trên tất cả các châu lục ngoại trừ Nam Cực. Chúng là loài động vật có vú đa dạng nhất và sống trong nhiều môi trường trên cạn, bao gồm cả môi trường do con người tạo ra. Các loài gặm nhấm phổ biến là chuột nhắt, chuột cống, sóc, sóc chuột, chuột túi (không nhầm với kangaroo (Macropus spp.), đôi khi cũng được gọi là chuột túi), nhím lông, hải ly, chuột nhảy (gerbil), chuột lang, hamster (chuột đất vàng). Động vật gặm nhấm có các răng cửa sắc mà chúng dùng để gặm nhấm gỗ, thức ăn và cắn kẻ thù. Phần lớn động vật gặm nhấm ăn hạt hay thực vật, mặc dù một số có khẩu phần thức ăn biến đổi hơn. Một vài loài là những động vật phá hoại, ăn và tàn phá các kho dự trữ lương thực của loài người cũng như là nguồn gốc lan truyền dịch bệnh.

## Kích thước và phân bố
Về số lượng loài — không nhất thiết phải tính theo số lượng quần thể hay sinh khối — động vật gặm nhấm là bộ lớn nhất của lớp Thú. Người ta ước tính có khoảng 2.277 loài động vật gặm nhấm , với trên 40% các loài động vật có vú thuộc về bộ này. Thành công của chúng có lẽ là do kích thước nhỏ của chúng, chu kỳ sinh sản ngắn, khả năng gặm nhấm và ăn các loại thực phẩm khác nhau.
Động vật gặm nhấm được tìm thấy gần như trên mọi châu lục (ngoại trừ châu Nam Cực), phần lớn các hòn đảo, và gần như trong mọi môi trường sinh sống (ngoại trừ đại dương). Chúng cũng là bộ động vật có nhau thai duy nhất, ngoài dơi (bộ Chiroptera) và hải cẩu (Pinnipedia), có thể tới khu vực Australia mà không cần sự du nhập của con người.

## Đặc trưng

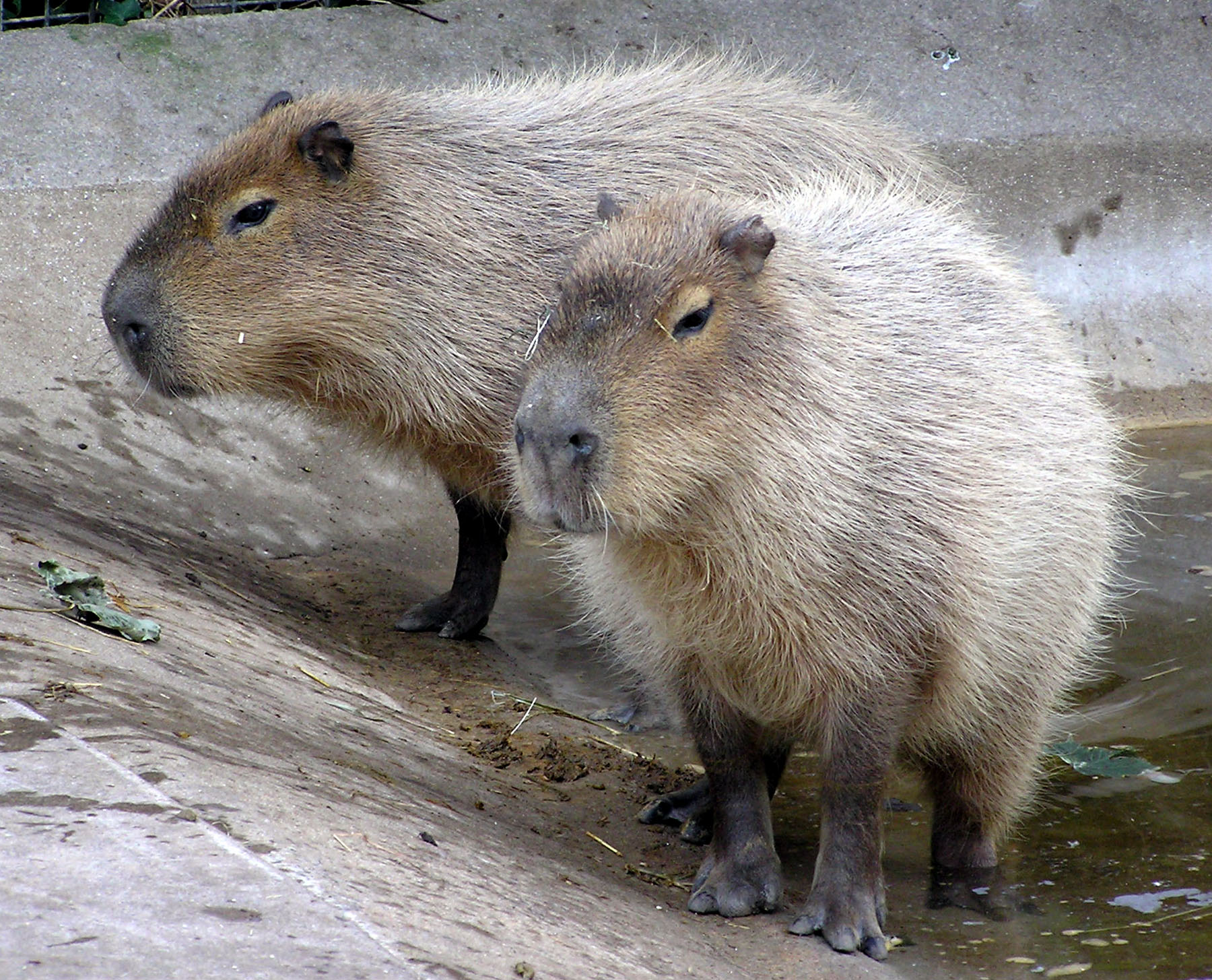
Chuột lang nước, động vật gặm nhấm còn sinh tồn lớn nhất, có thể nặng tới 45 kg.

Nhiều loài động vật gặm nhấm có kích thước nhỏ; như chuột lùn châu Phi với kích thước chỉ dài 6 cm và cân nặng chỉ 7 gam. Trong khi đó, chuột lang nước cân nặng tới 45 kg (100 pound) còn loài tuyệt chủng Phoberomys pattersoni được cho là nặng tới 700 kg. Loài tuyệt chủng Josephoartigasia monesi cân nặng khoảng 1 tấn, còn những cá thể lớn nhất của loài này có thể nặng trên 2,5 tấn.
Động vật gặm nhấm có 2 răng cửa trên mỗi hàm mọc ra liên tục và chúng phải được giữ ngắn bằng cách gặm nhấm để mài mòn bớt đi; đây chính là nguồn gốc tên gọi khoa học của bộ, từ tiếng La tinh rodere nghĩa là gặm nhấm và dens, dentis nghĩa là răng. Các răng này được dùng để cắt gỗ, cắn vỏ hoa quả hay phòng ngự. Các răng này có lớp men răng ở mặt ngoài và lớp ngà răng trần trụi ở mặt trong, vì thế chúng tự được làm sắc trong quá trình gặm nhấm. Động vật gặm nhấm thiếu răng nanh, và vì thế có khoảng trống giữa các răng cửa với các răng tiền hàm. Gần như tất cả động vật gặm nhấm đều có thức ăn là thực vật, cụ thể là hạt, nhưng cũng có một số ngoại lệ như ăn côn trùng hay cá. Một số loài sóc còn ăn các loài chim thuộc bộ Sẻ như chim hồng y giáo chủ và giẻ cùi lam. 

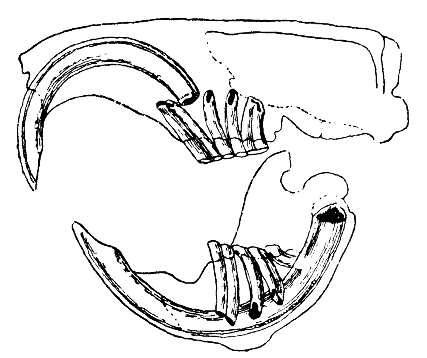
Bộ răng điển hình của động vật gặm nhấm

Động vật gặm nhấm là quan trọng trong nhiều hệ sinh thái do tốc độ sinh sản nhanh của chúng và có thể thực hiện chức năng như là nguồn thực phẩm cho động vật ăn thịt, hay như cơ chế phát tán hạt cũng như là sinh vật truyền bệnh. Con người sử dụng động vật gặm nhấm như là nguồn cung cấp lông thú, vật nuôi cảnh, sinh vật mô hình trong các thử nghiệm động vật, thực phẩm và thậm chí cả trong dò tìm mìn trong đất.
Các thành viên của các nhóm động vật phi gặm nhấm như Chiroptera (dơi), Scandentia (chuột chù cây), Insectivora (chuột chũi, chuột chù và nhím gai), Lagomorpha (thỏ, thỏ tai to và thỏ đá) hay các động vật ăn thịt của họ Chồn như chồn và chồn vizon đôi khi cũng bị nhầm là động vật gặm nhấm.

## Tiến hóa

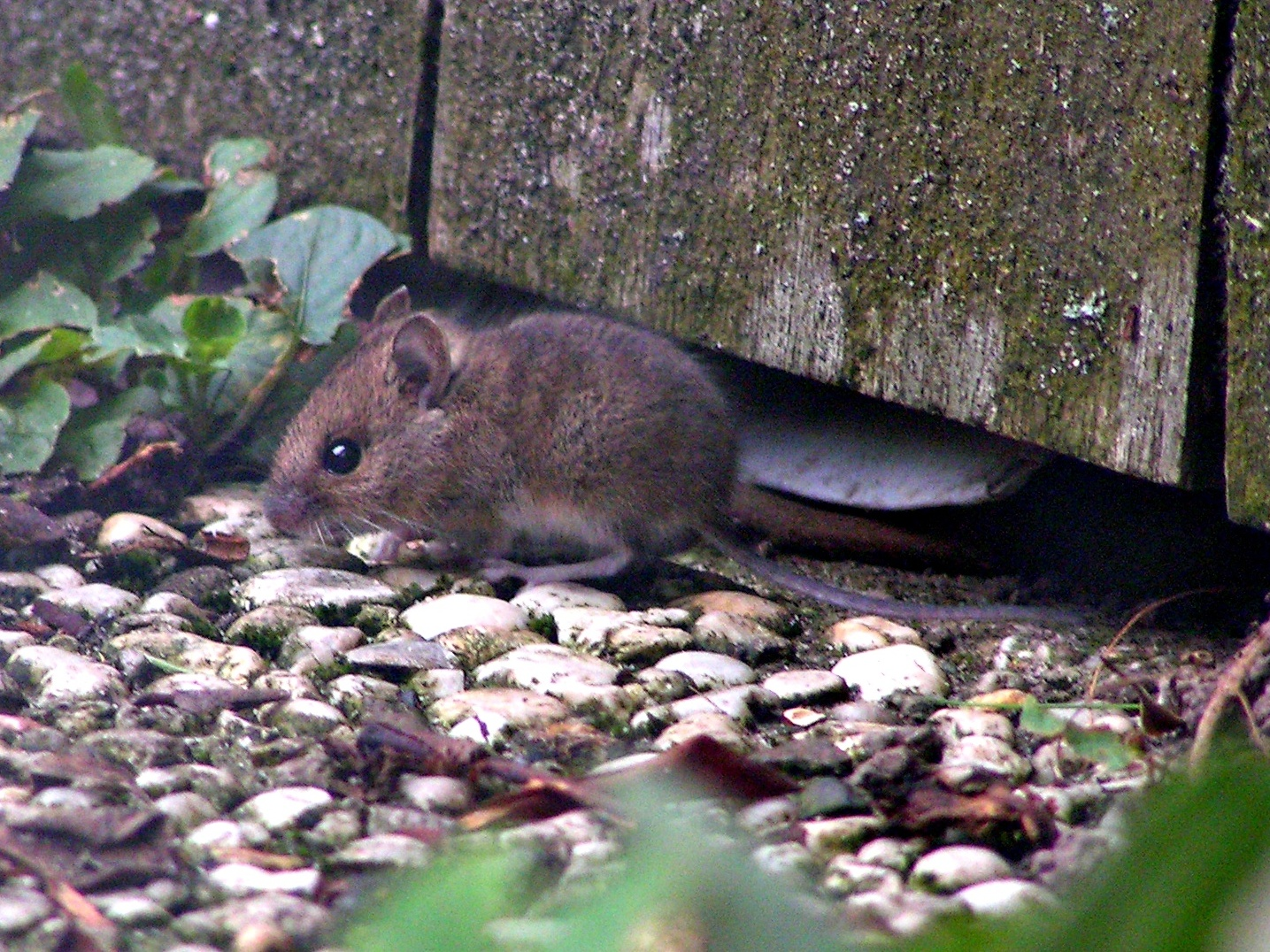
Chuột đồng đuôi dài.

Các mẫu hóa thạch của các động vật có vú tương tự như động vật gặm nhấm đã xuất hiện rất nhanh sau khi khủng long bị tuyệt chủng, khoảng 65 triệu năm trước (Ma), vào khoảng thế Paleocen. Tuy nhiên, một số dữ liệu đồng hồ phân tử lại cho rằng các động vật gặm nhấm hiện đại (các thành viên của bộ Rodentia) đã xuất hiện vào cuối kỷ Phấn Trắng, mặc dù các ước tính phân nhánh phân tử khác lại phù hợp với các mẫu hóa thạch. Vào cuối thế Eocen, các họ hàng của hải ly, chuột sóc, sóc và các nhóm khác đã xuất hiện trong các mẫu hóa thạch. Chúng khởi đầu từ Laurasia, một lục địa trước đây là sự nối liền của Bắc Mỹ, châu Âu, châu Á. Một vài loài đã xâm chiếm châu Phi, tạo ra sự xuất hiện của những loài nhím lông (Hystricognathi) sớm nhất. Tuy nhiên, một số nhỏ các nhà khoa học tin rằng chứng cứ từ DNA ti thể chỉ ra rằng Hystricognathi có thể thuộc về nhánh tiến hóa khác và vì thế thuộc về bộ khác. Từ đây nhóm Hystricognathi xâm chiếm Nam Mỹ, một lục địa cô lập trong thế Oligocen và thế Miocen. Vào thời gian của thế Miocen, châu Phi va chạm với châu Á, cho phép các động vật gặm nhấm như nhím lông phổ biến sang lục địa Á-Âu.
Trong thế Pliocen, các mẫu hóa thạch đã xuất hiện tại Úc. Mặc dù thú có túi (Marsupialia) là nhóm thú nổi bật tại Australia, nhưng động vật gặm nhấm chiếm tới gần 25% lớp Thú của châu lục này. Nhiều loài găm nhấm thuộc phân họ Murinae nằm trong số những loài thú của lục địa này, với khoảng 50 loài 'đặc hữu cũ' và to loài chuột (Rattus) trong số đó 8 loài là 'đặc hữu mới' và 2 loài được du nhập từ châu Âu. Trong thời gian đó, Nam Mỹ và Bắc Mỹ nối liền và một số động vật gặm nhấm chiếm lĩnh các lãnh thổ mới; các loài chuột tràn xuống phía nam còn các loài nhím lông thì di chuyển lên phía bắc.
Một số động vật gặm nhấm tiền sử
Castoroides, hải ly khổng lồ, nặng trên 100 kg (220 lb), sống trong Pleistocene
Ceratogaulus, động vật gặm nhấm có sừng và đào hang, Miocene muộn đến Pleistocene
Spelaeomys, chuột có kích thước lớn trên đảo Flores, tuyệt chủng năm 1500
Heptaxodontidae, một nhóm động vật gặm nhấm đã từng sinh tồn ở Tây Ấn, nặng hơn 200 kg (440 lb), trong Pleistocene
Ischyromys, động vật gặm nhấm tương tự như sóc nguyên thủy
Leithia, chuột sóc khổng lồ, nặng 113 kg (249 lb), trong Pleistocene
Neochoerus pinckneyi, lợn nước khổng lồ ở Bắc Mỹ, cân nặng tới 100 kg (220 lb), trong Pleistocene
Josephoartigasia monesi, động vật gặm nhấm to lớn nhất đã biết, nặng 1.500 kg (3.300 lb) sống trong Pliocene đến Pleistocene sớm.
Phoberomys pattersoni, động vật gặm nhấm to lớn thứ hai đã biết, dưới 280 kg (620 lb); ước tính trước đây đến 700 kg (1.500 lb), sống trong Miocene
Telicomys, động vật gặm nhấm to lớn ở Nam Mỹ, kích thước khoảng 70% của P. pattersoni, sống vào Miocene muộn đến Pleistocene sớm

## Phân loại

2/3 các loài động vật gặm nhấm thuộc về siêu họ Muroidea. Các họ Muridae (lam) và Cricetidae (đỏ) chiếm phần lớn siêu họ Muroidea.

### Phân loại tiêu chuẩn
Động vật gặm nhấm là một phần của các nhánh: Glires (cùng với thỏ (Lagomorpha), Euarchontoglires (cùng với thỏ (Lagomorpha), linh trưởng (Primates), chuột chù cây, colugo), và Boreoeutheria (cùng với phần lớn các động vật có nhau thai (Eutheria) khác). Phát sinh loài của bộ Rodentia như sau.
|        | Primates, Scandentia, chồn bay                          |
|        |                                                         |
| Glires | \| \| Lagomorpha \| \| \| \| \| \| Rodentia \| \| \| \| |
|        | \| \| Lagomorpha \| \| \| \| \| \| Rodentia \| \| \| \| |
|        | Lagomorpha                                              |
|        |                                                         |
|        | Rodentia                                                |
|        |                                                         |

|  | Lagomorpha |
|  |            |
|  | Rodentia   |
|  |            |

|        | Primates, Scandentia, chồn bay                          |
|        |                                                         |
| Glires | \| \| Lagomorpha \| \| \| \| \| \| Rodentia \| \| \| \| |
|        | \| \| Lagomorpha \| \| \| \| \| \| Rodentia \| \| \| \| |
|        | Lagomorpha                                              |
|        |                                                         |
|        | Rodentia                                                |
|        |                                                         |

|  | Lagomorpha |
|  |            |
|  | Rodentia   |
|  |            |

Bộ Rodentia có thể chia ra thành các phân bộ, cận bộ, siêu họ và họ. Nhánh này đã xuất phát từ các tổ tiên chung trong Paleocene đã được chấp nhận rộng rãi và các nghiên cứu phân tử đã xác nhận đây là nhóm đơn ngành. Phân loại hiện tại chia bộ này thành 5 phân bộ, 33 họ, 481 chi và 2277 loài:
BỘ RODENTIA (từ tiếng Latinh, rodere: gặm nhấm)
- Phân bộ Anomaluromorpha
  - Họ Anomaluridae: sóc bay đuôi vảy
  - Họ Pedetidae: thỏ nhảy (khiêu thỏ)
- Phân bộ Castorimorpha
  - Siêu họ Castoroidea
    - Họ Castoridae: hải ly

  - Siêu họ Geomyoidea
    - Họ Geomyidae: chuột nang (chuột túi má thật sự)
    - Họ Heteromyidae: chuột kangaroo và chuột nhắt kangaroo
- Phân bộ Hystricomorpha
  - Họ Diatomyidae: chuột núi Lào (vị trí không chắc chắn (incertae sedis), có thể thuộc phân bộ Sciuromorpha)
  - Cận bộ Ctenodactylomorphi
    - Họ Ctenodactylidae: gundi

  - Cận bộ Hystricognathi
    - Họ Bathyergidae: chuột chũi châu Phi
    - Họ Hystricidae: nhím lông Cựu thế giới. Không nhầm với nhím gai (họ Erinaceinae).
    - Họ Petromuridae: chuột đa man (đề thỏ)
    - Họ Thryonomyidae: chuột mía
    - Tiểu bộ Caviomorpha
      - Họ Heptaxodontidae †: hutia khổng lồ
      - Họ Abrocomidae: chuột sinsin
      - Họ Capromyidae: hutia
      - Họ Caviidae: chuột lang và lợn nước
      - Họ Chinchillidae: sóc sinsin (chuột lông tơ) và viscacha
      - Họ Ctenomyidae: tuco-tuco
      - Họ Cuniculidae: paca
      - Họ Dasyproctidae: agouti và acouchi
      - Họ Dinomyidae: pacarana
      - Họ Echimyidae: chuột gai
      - Họ Erethizontidae: nhím lông Tân thế giới. Không nhầm với nhím gai (họ Erinaceinae).
      - Họ Myocastoridae: nutria
      - Họ Octodontidae: chuột đá Nam Mỹ, degu
- Phân bộ Myomorpha
  - Siêu họ Dipodoidea
    - Họ Dipodidae: chuột nhảy (jerboa) và chuột nhắt nhảy

  - Siêu họ Muroidea
    - Họ Calomyscidae: chuột giống như chuột đất vàng
    - Họ Cricetidae: hamster (chuột đất vàng), chuột nhắt và chuột cống, chuột đồng Tân thế giới
    - Họ Muridae: chuột nhắt và chuột cống, chuột nhảy (gerbil), chuột gai, chuột bờm
    - Họ Nesomyidae: chuột leo, chuột đá, chuột đuôi trắng, chuột Malagasy
    - Họ Platacanthomyidae: chuột sóc gai
    - Họ Spalacidae: dúi (trúc thử), chuột chũi mù (yển thử, không nhầm với chuột chũi/yển thuộc họ Talpidae của bộ Chuột chù (Soricomorpha).), chuột lỗ (phẫn thử)
- Phân bộ Sciuromorpha
  - Họ Aplodontiidae: hải ly núi
  - Họ Gliridae (hay Myoxidae, Muscardinidae): chuột sóc
  - Họ Sciuridae: sóc, kể cả sóc chuột, chuột chó thảo nguyên, & macmot

### Phân loại kiểu khác
Phân loại trên đây dùng hình dáng của hàm dưới (các nhóm Sciurognathi hay Hystricognathi) như là đặc trưng chính. Đây là cách tiếp cận được sử dụng phổ biến nhất để phân chia bộ này thành các phân bộ. Nhiều nguồn dẫn chiếu cũ hơn nhấn mạnh vai trò của hệ xương gò má-cơ cắn (các phân bộ Protrogomorpha, Sciuromorpha, Hystricomorpha, Myomorpha).
Một vài nghiên cứu phát sinh loài ở mức phân tử lại sử dụng trật tự chuỗi gen để xác định mối quan hệ giữa các phân nhóm trong động vật gặm nhấm, nhưng các nghiên cứu này vẫn chưa đưa ra được hệ thống phân loại thích hợp duy nhất và được hỗ trợ đủ mạnh. Một vài nhánh được tạo ra ổn định là:
- Ctenohystrica chứa:
  - Ctenodactylidae (gundi)
  - Hystricognathi chứa:
    - Hystricidae
    - Nhánh chưa đặt tên chứa:
      - Phiomorpha
      - Caviomorpha
- Nhánh chưa đặt tên chứa:
  - Gliridae
  - Sciuroidea chứa:
    - Aplodontiidae
    - Sciuridae
- Myodonta chứa:
  - Dipodoidea
  - Muroidea

Vị trí của Castoridae, Geomyoidea, Anomaluridae, Pedetidae vẫn còn tranh cãi.

### Đơn hay đa ngành?
Năm 1991, một bài báo đăng tải trên tạp chí Nature đề xuất rằng nhóm Caviomorpha nên được phân loại lại như là một bộ riêng rẽ (tương tự như Lagomorpha), dựa trên phân tích các chuỗi amino acid của chuột lang. Giả thiết này được trau chuốt lại trong bài báo năm 1992, trong đó người ta xác nhận khả năng là Caviomorpha có thể đã rẽ nhánh ra từ Myomorpha trước khi có sự phân kỳ sau này của Myomorpha; điều này có nghĩa là Caviomorpha, hay có thể là cả Hystricomorpha, nên được tách ra khỏi phân loại của động vật gặm nhấm thành bộ riêng. Một thiểu số ý kiến khoa học xuất hiện trong một thời gian ngắn cho rằng chuột lang, degu, và các động vật khác trong nhóm Caviomorpha không là động vật gặm nhấm, trong khi một vài bài báo khác lại nghiêng về hướng hỗ trợ cho tính đơn ngành của động vật gặm nhấm. Các nghiên cứu sau này, được công bố kể từ năm 2002, sử dụng các mẫu đơn vị phân loại và gen rộng hơn, đã phục hồi sự đồng thuận của các nhà sinh vật học về thú rằng bộ Rodentia là đơn ngành.

## Bảo tồn

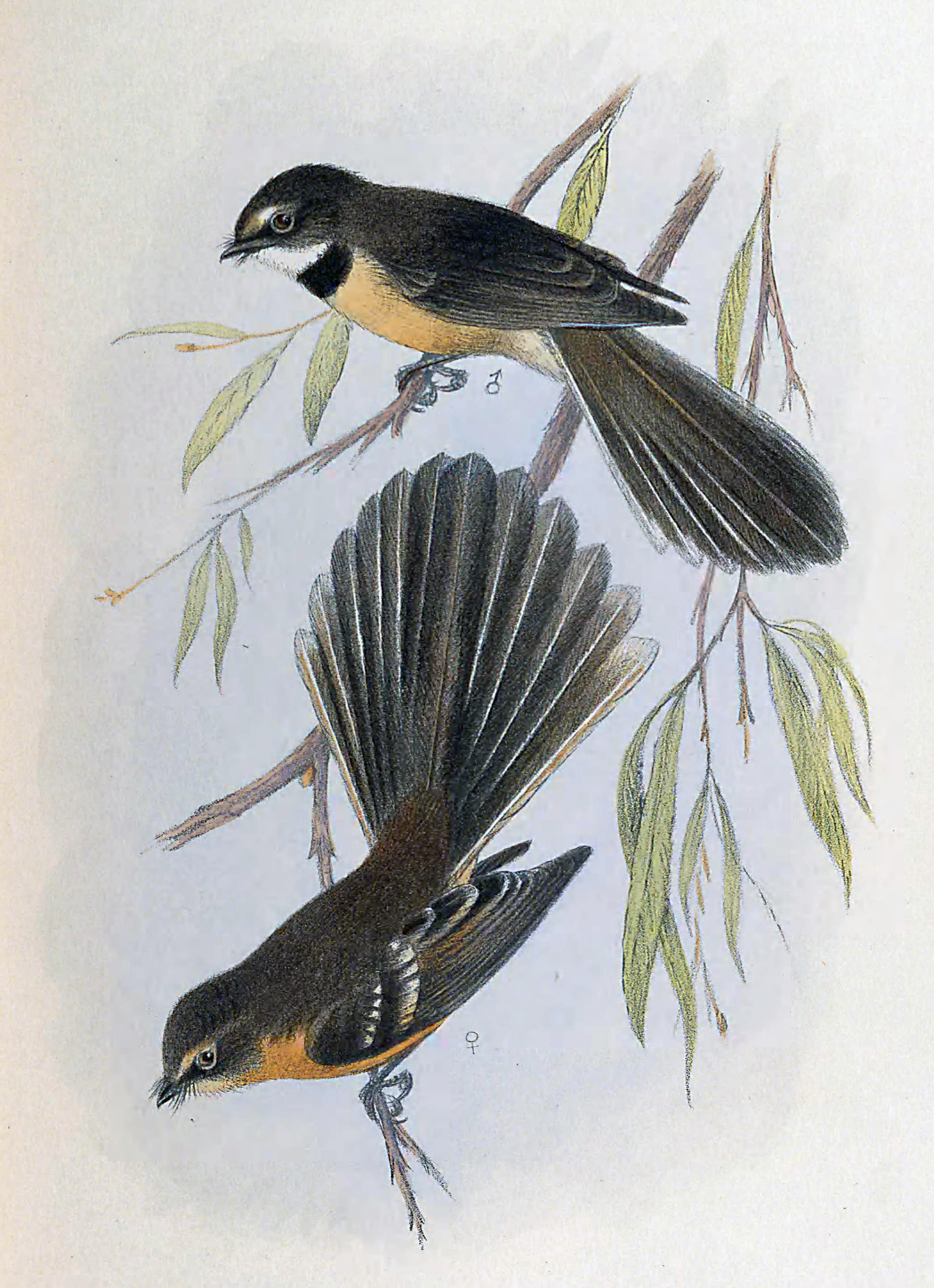
Rhipidura fuliginosa cervina gần như tuyệt chủng sau khi chuột đen đến đảo vào năm 1918.

Trong khi các động vật gặm nhấm không bị đe dọa nghiên trọng như những loài thú khác, có khoảng 168 loài trong 126 chi được xếp vào nhóm "đáng được quan tâm bảo tồn" theo nghĩa được chấp nhận giới hạn trong công chúng. Vì 76% các chi động vật găm nhấm là đơn loài, phần lớn đa dạng phát sinh loài có thể bị mất đi so với số lượng tuyệt chủng nhỏ có thể so sánh. Do thiếu những hiểu biết chi tiết về các loài có nguy cơ bị đe dọa và sự chính xác của hệ thống phân loại học, công việc bảo tồn phải dựa chủ yếu trên các bậc phân loại cao hơn (như cấp họ thay vì cấp loài) và các điểm nóng về địa lý. Ví dụ, ở Colombia, loài nhím Sphiggurus vestitus được ghi nhận chỉ dữa vào hai tiêu bản địa phương ở vùng núi vào thập niên 1920, trong khi loài chuột Santamartamys rufodorsalis chỉ được biết đến ở khu vực bờ biển Caribe, vì vậy các loài này được xếp vào nhóm dễ bị tổn thương. IUCN viết rằng "chúng ta có thể kết luận rằng nhiều loài gặm nhấm Nam Mỹ đang bị đe dọa nghiên trong do sự phá hoại môi trường và săn bắn quá mức".
Ba loài gặm nhấm gây hại (chuột nâu, chuột đen và chuột nhà) đã phát tán lan rộng theo con người, một phần trên những chuyến tàu trong kỷ nguyên khám phá thế giới, và với loài thứ tư trong Thái Bình Dương là Rattus exulans đã gây hại nghiêm trọng các sinh vật đảo trên khắp thế giới. Ví dụ như khi chuột đen đến đảo Lord Howe năm 1918, hơn 40% loài chim đất liền của đảo trở nên tuyệt chủng trong vòng 10 năm. Sự phá hoại tương tự đã được chứng kiến trên đảo Midway (1943) và đảo Big South Cape (1962). Các dự án bảo tồn với sự chuẩn bị cẩn thận có thể hoàn toàn tiêu diệt các loài gặm nhấm gây hại ở các đảo bằng cách sử dụng thuốc chống đông máu trừ chuột như brodifacoum. Việc này đã được áp dụng thành công trên đảo Lundy ở Liên hiệp Anh nơi đây đã xóa sổ khoảng 40.000 con chuột tạo cơ hội cho các quần thể Puffinus puffinus và Hải âu cổ rụt Đại Tây Dương phục hồi từ điểm gần như tuyệt chủng.

## Liên kết
- Tư liệu liên quan tới Rodentia tại Wikimedia Commons
- Website về động vật gặm nhấm ở châu Phi
- Bộ Gặm nhấm tại Encyclopedia of Life
- Bộ Gặm nhấm tại trang Trung tâm Thông tin Công nghệ sinh học quốc gia Hoa Kỳ (NCBI).
- Bộ Gặm nhấm tại Hệ thống Thông tin Phân loại Tích hợp (ITIS).
- Bộ Gặm nhấm tại Từ điển bách khoa Việt Nam
- Rodent tại Encyclopædia Britannica (tiếng Anh)